# Tennis vid olympiska sommarspelen 1984
Tennis får vara med på som en demonstrationsidrott för andra gången sedan 1924 vid Olympiska sommarspelen 1984 i Los Angeles, Kalifornien, USA.
Två grenar (singel för herrar och damer) fick visa upp sig vid detta OS. Tävlingarna hölls i Los Angeles Tennis Center på University of California, Los Angeles (UCLA). Varje gren hade 32 spelare och bara spelare yngre än 20 år fick delta.

## Singel herrar
| 1 | Stefan Edberg    |
| 2 | Francisco Maciel |
| 3 | Jimmy Arias      |
| 3 | Paolo Canè       |

## Singel damer
| 1 | Steffi Graf       |
| 2 | Sabrina Goleš     |
| 3 | Raffaella Reggi   |
| 3 | Catherine Tanvier |